# 普盧 (密蘇里州)
普盧（英語：Plew）是位於美國密蘇里州勞倫斯縣的非建制地區。

## 歷史
普盧的郵局於1893年設立，其後於1904年停運。

## 地理
普盧所處的海拔為高於海平面361米（即1184英呎），而該地所採用的時區為UTC-6，即北美中部時區（CST）。同時該地設有夏令時間，為UTC-6調快一小時，即UTC-5（CDT）。